# مسجد سید آقا بزرگ
مسجد سید آقا بزرگ مربوط به دوره قاجار است و در شهرکرد، خیابان ولیعصر شمالی کوچه مسجد آقابزرگ واقع شده است. این اثر در تاریخ ۷ خرداد ۱۳۸۷ با شمارهٔ ثبت ۲۲۹۵۴ به‌عنوان یکی از آثار ملی ایران به ثبت رسیده است.